# Leonard Leslie Brooke

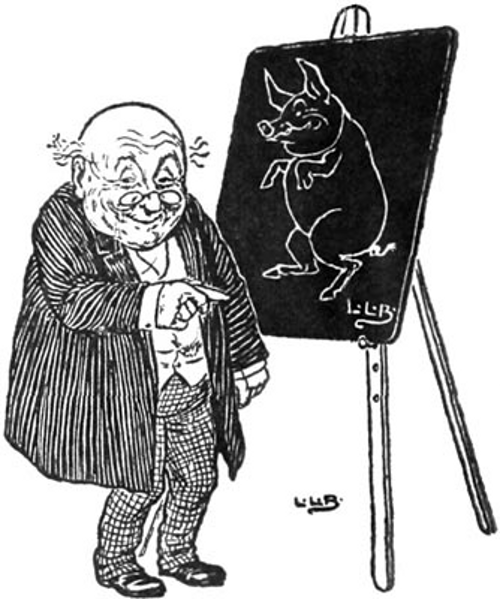
Selbstporträt mit Schwein

Leonard Leslie Brooke (* 24. September 1862 in Birkenhead, Merseyside; † 1. Mai 1940 in Hampstead, London), kurz L. Leslie Brooke, war ein britischer Zeichner, Maler und Autor. Bekanntheit erlangte er als Illustrator zahlreicher Kinder- und Bilderbücher.

## Leben
Leonard Leslie Brooke besuchte ab 1880 die Birkenhead Art School und ab 1882 in London die St John’s Wood Art School. Von 1884 bis 1888 war er Student an der Royal Academy of Arts. 1888 erhielt er die Academy’s Armitage Medal. Nach dem Abschluss begann er seine Karriere als Aquarell- und Porträtmaler. 1891 trat er Walter Cranes Nachfolge als Illustrator der viktorianischen Kinderromane von Mary Louisa Molesworth an und wechselte damit das Fach. Im Zuge einer Italienreise erkrankte der Künstler und blieb dauerhaft taub.
Am 28. Juni 1894 heiratete er Sybil Diana Brooke, die Tochter seines Cousins Reverend Stopford Brooke. Sein ältester Sohn diente in der Royal Air Force und fiel 1918 im Ersten Weltkrieg. Sein jüngerer Sohn Henry war ebenso wie dessen Sohn Peter Politiker in der Conservative Party.
1897 erschien das von Andrew Lang herausgegebene Nursery Rhyme Book. Von der Jahrhundertwende bis 1916 illustrierte Brooke am Höhepunkt seiner Produktivität zahlreiche Kindermärchen und -reime, darunter Nonsens-Gedichte von Edward Lear. Sein erstes selbst geschriebenes und zugleich illustriertes Buch Johnny Crow’s Garden erschien 1903 und war seinem bereits verstorbenen Vater sowie seinen Söhnen gewidmet. Zwei Fortsetzungen (Johnny Crow’s Party  und Johnny Crow’s New Garden) verfasste er 1907 bzw. 1935, letztere zu Ehren seines Enkels. Nachdem er eine Zeit lang in Oxford gelebt hatte, starb Brooke 1940 im Alter von 77 Jahren in London.

## Werk

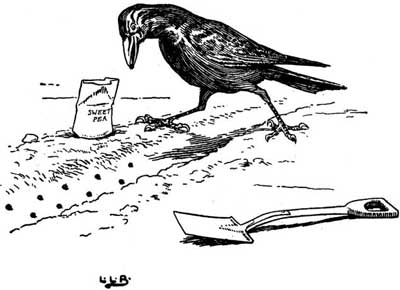
Johnny Crow’s Garden (1903)

Zu Beginn seiner Laufbahn versuchte sich Brooke, der seine Werke stets mit seinen Initialen „L.L.B.“ signierte, erfolgreich als Porträtmaler. Berühmtheit brachten ihm jedoch seine kindgemäßen Schwarzweiß- und Farbillustrationen ein, wobei er letztere oft als Aquarelle ausführte. In seinem bekanntesten Werk Johnny Crow’s Garden und dessen zwei Nachfolgern erzählt Brooke in Paarreimen von einer liebenswerten Krähe, die ihre tierischen Freunde in ihren Garten einlädt. Dabei porträtierte er die Tiere nicht im Stil eines Tiermalers, sondern stattete sie als freundlicher Beobachter seiner Mitmenschen mit reichlich anthropogenen Eigenschaften aus. Besonderes Lob gilt in der Rezeption der emotionsreichen Mimik sowie der Körpersprache seiner dennoch artgenau dargestellten Tierfiguren.
In den Gesichtern seiner Menschen spiegeln sich Brookes Anfänge als Porträtmaler wider.
Inspiration für seine Geschichten bezog Brooke von seinen Söhnen ebenso wie aus seiner eigenen Kindheit. Charakter und Persönlichkeit des Künstlers sowie dessen Tierliebe und Begeisterung für die englische Gartenkunst schlagen sich in seinem sorgfältigen und fantasievollem Werk nieder. Sein leicht absurder Humor brachte ihm Vergleiche mit Edward Lear und Lewis Carroll ein, als Illustrator wird er heute in einer Reihe mit Walter Crane, Beatrix Potter, Kate Greenaway und Randolph Caldecott genannt. 1960 wurde Johnny Crow’s Garden postum mit dem Lewis Carroll Shelf Award ausgezeichnet.

### Werke (Auswahl)
Text und Illustrationen
- 1903: Johnny Crow’s Garden
- 1907: Johnny Crow’s Party
- 1935: Johnny Crow’s New Garden

Illustrationen
- ab 1891: Romane von Mary Louisa Molesworth
- 1897: The Nursery Rhyme Book (Hrsg. Andrew Lang)
- 1904: The Story of the Three Little Pigs
- 1905: The Golden Goose Book
- 1911: The Tailor and the Crow
- 1922: Ring O’ Roses: A Nursery Rhyme Picture Book
- 1922: Little Bo-Peep: A Nursery Rhyme Picture Book
- 1930: A Roundabout Turn (Autor Robert H. Charles)
- 1931: The Truth About Old King Cole and Other Very Natural Histories (Autor G. F. Hill)

### Galerie
Johnny Crow’s Garden (1903)
Little Bo-Peep (1922)

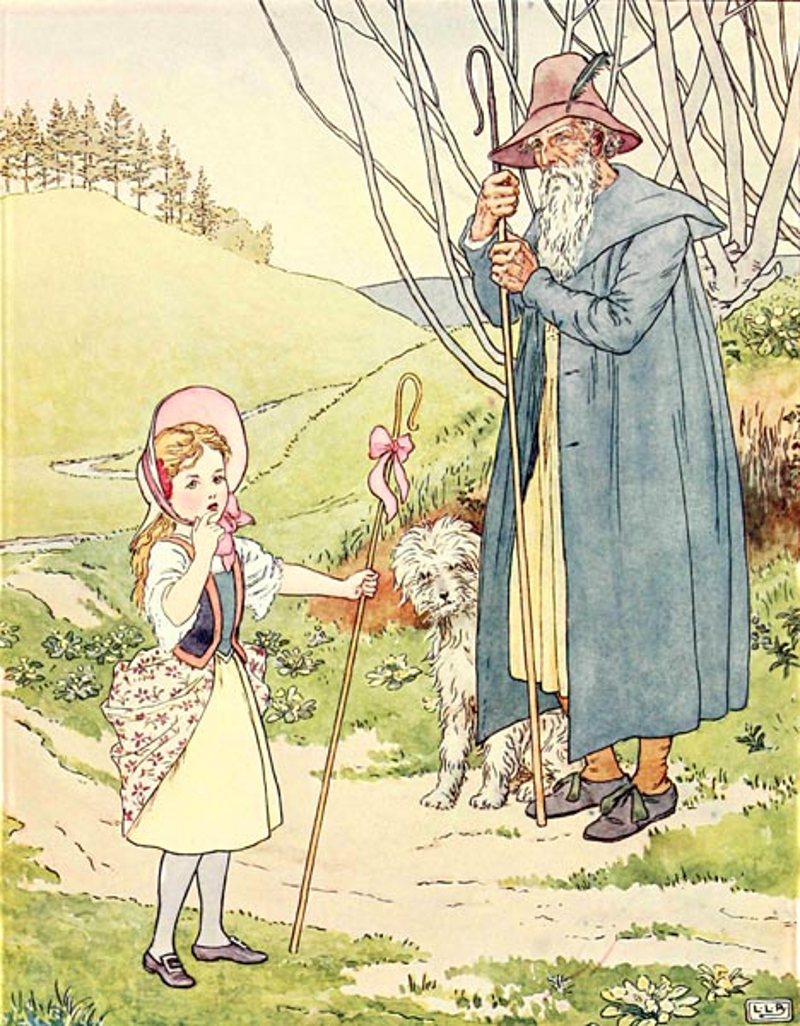
Little Bo-Peep
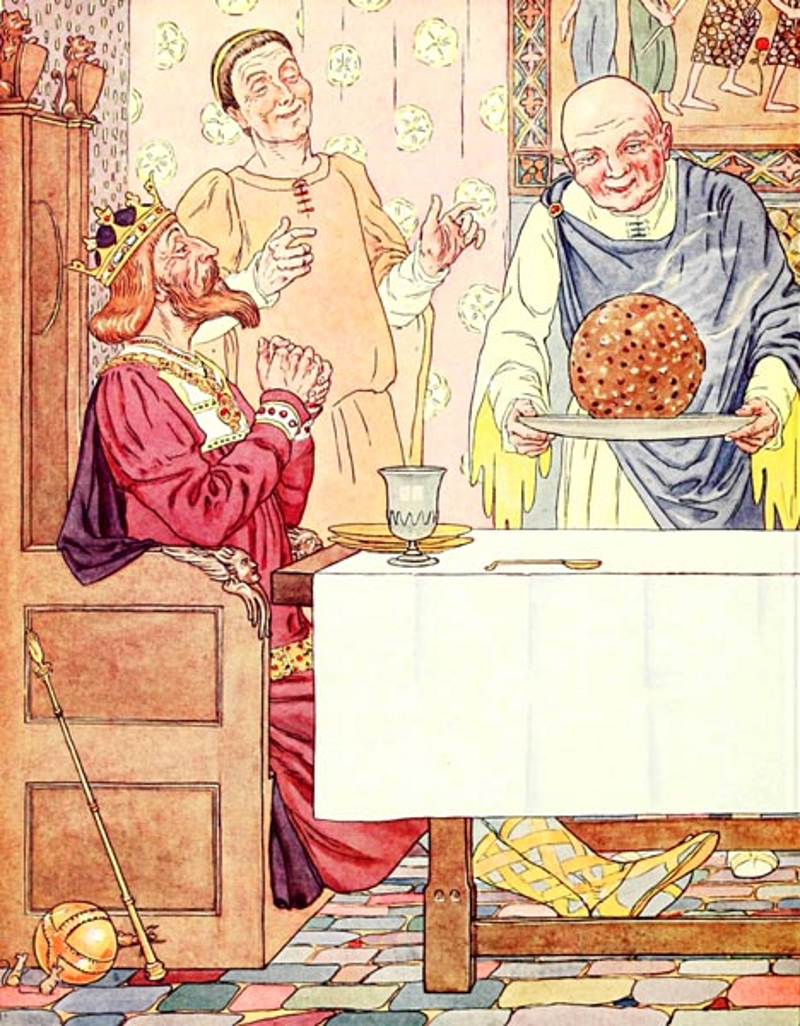
Good King Arthur

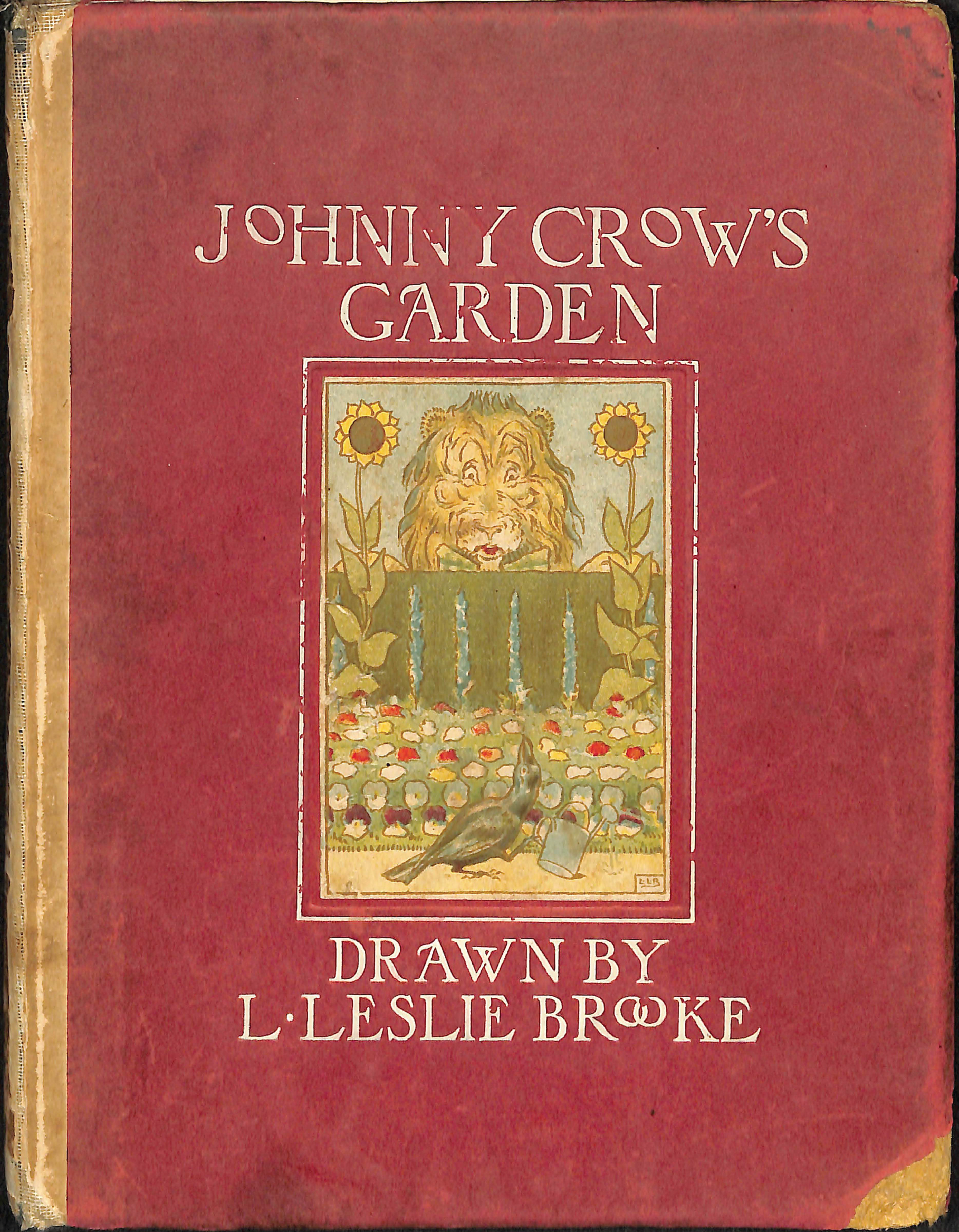
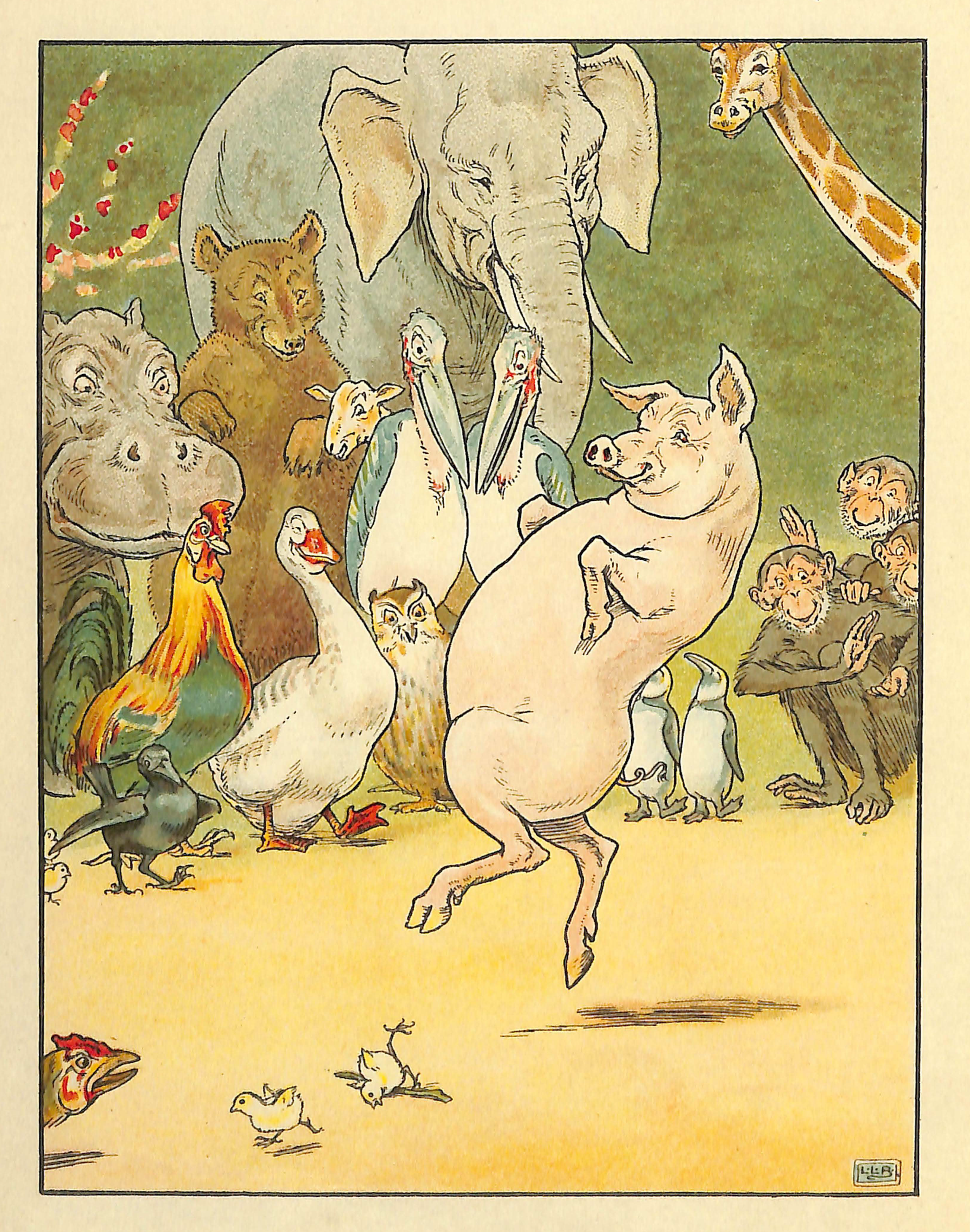
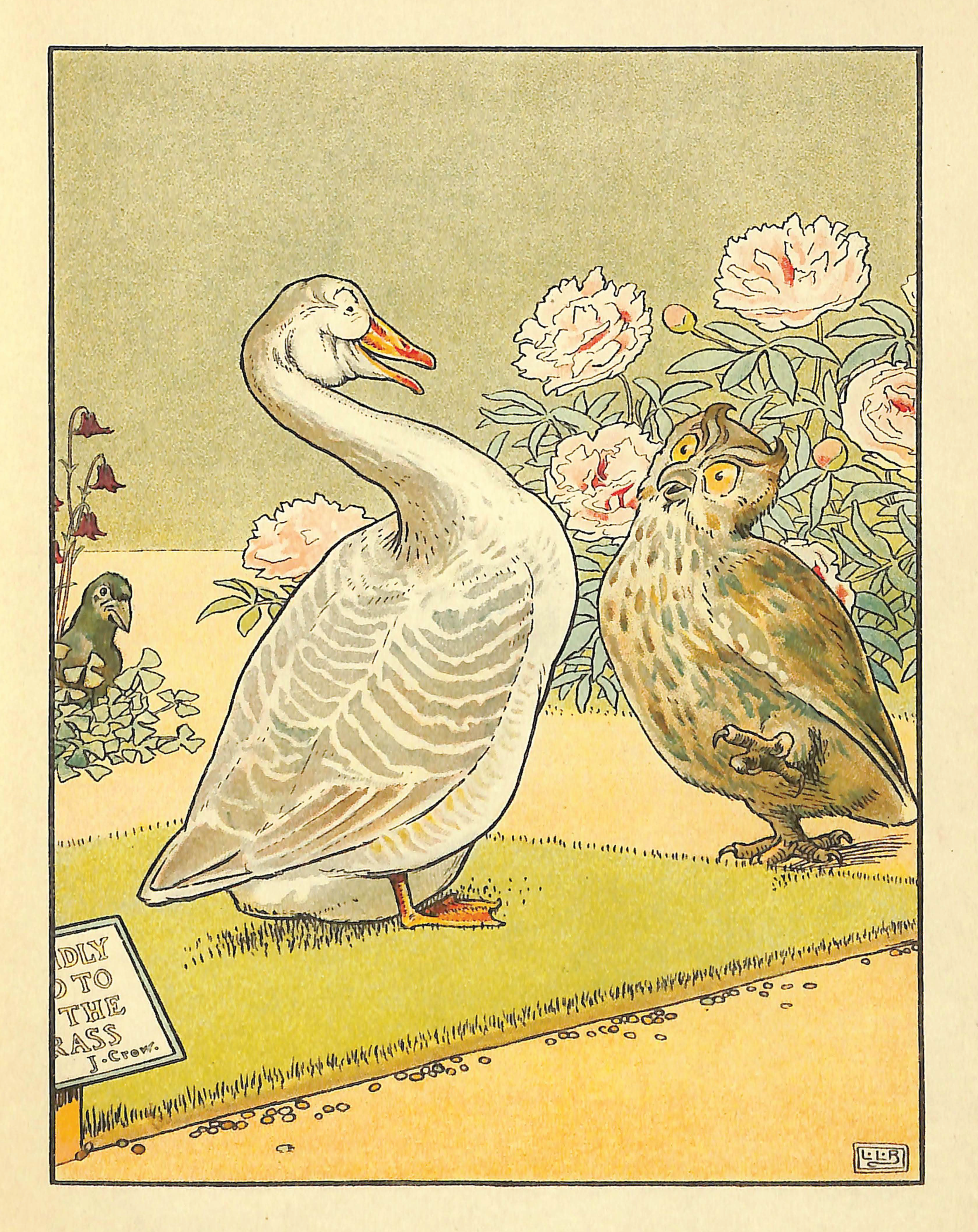
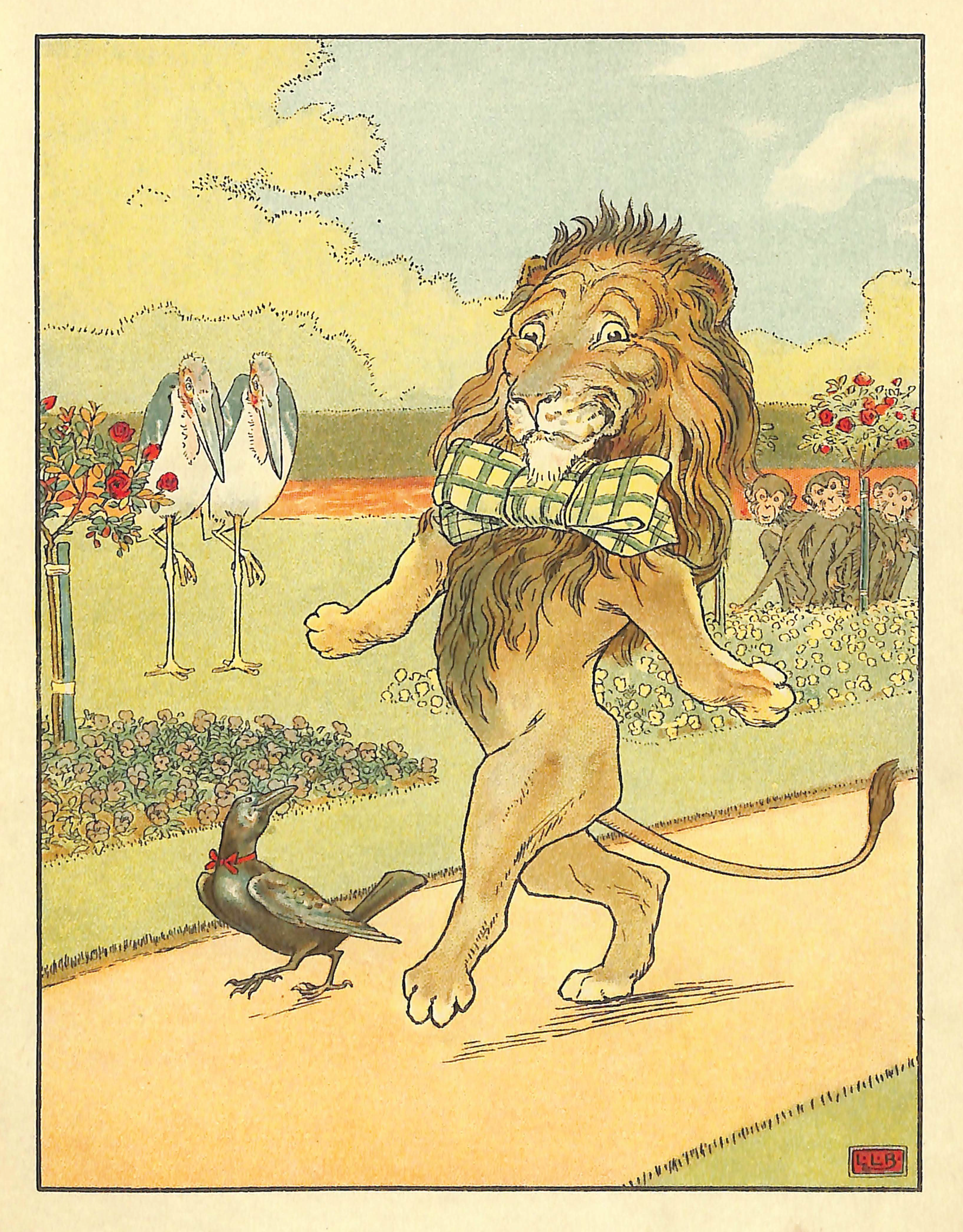
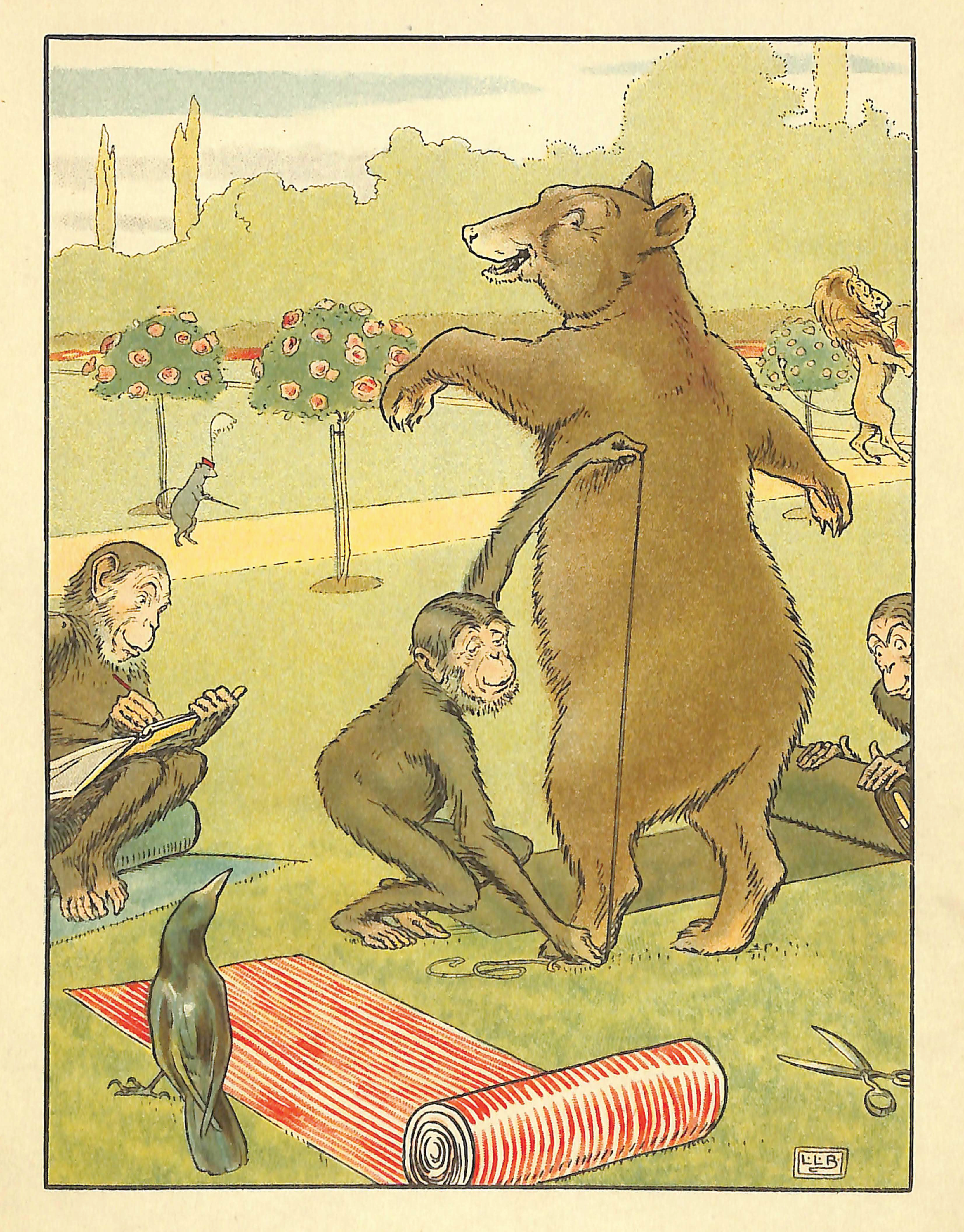
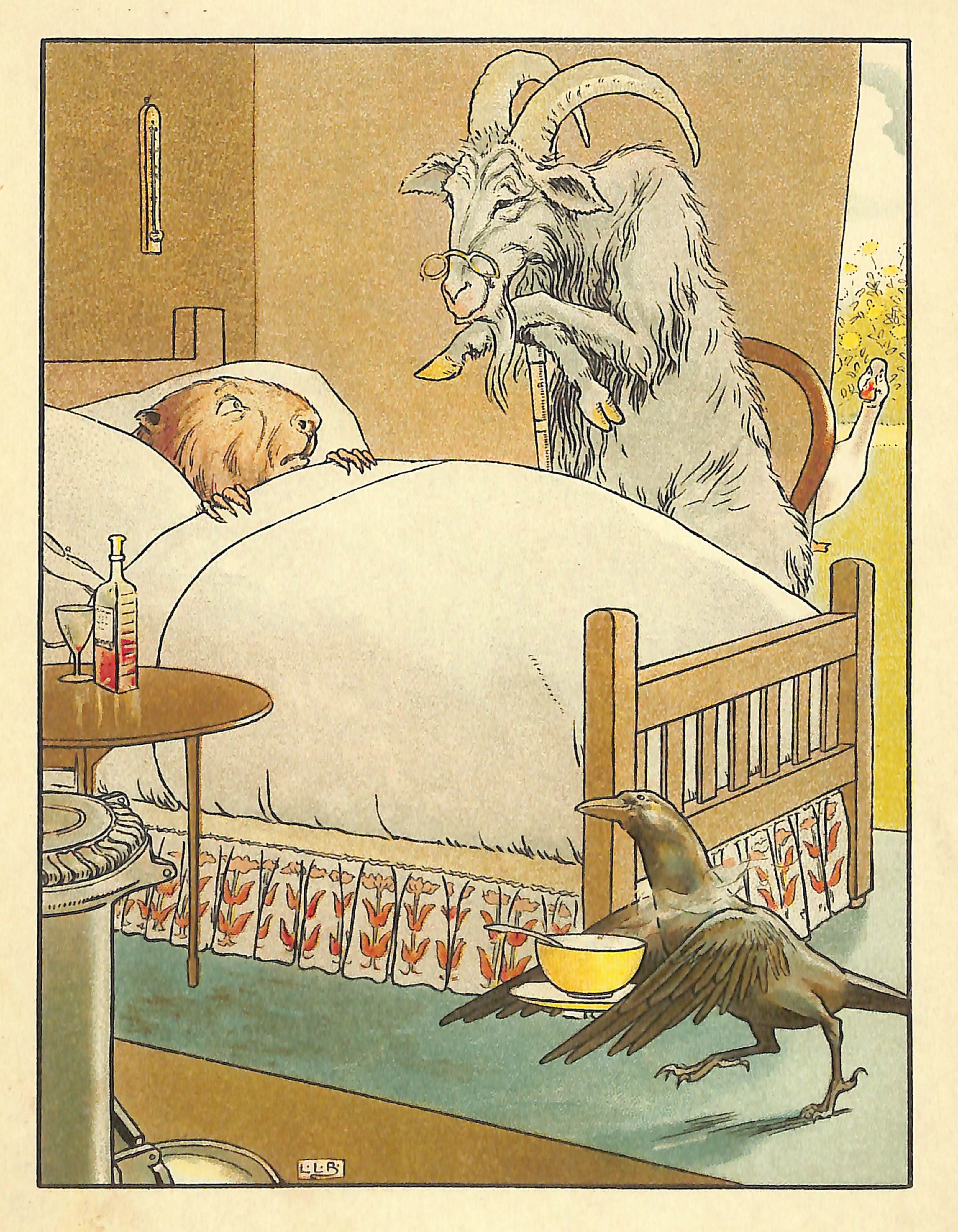

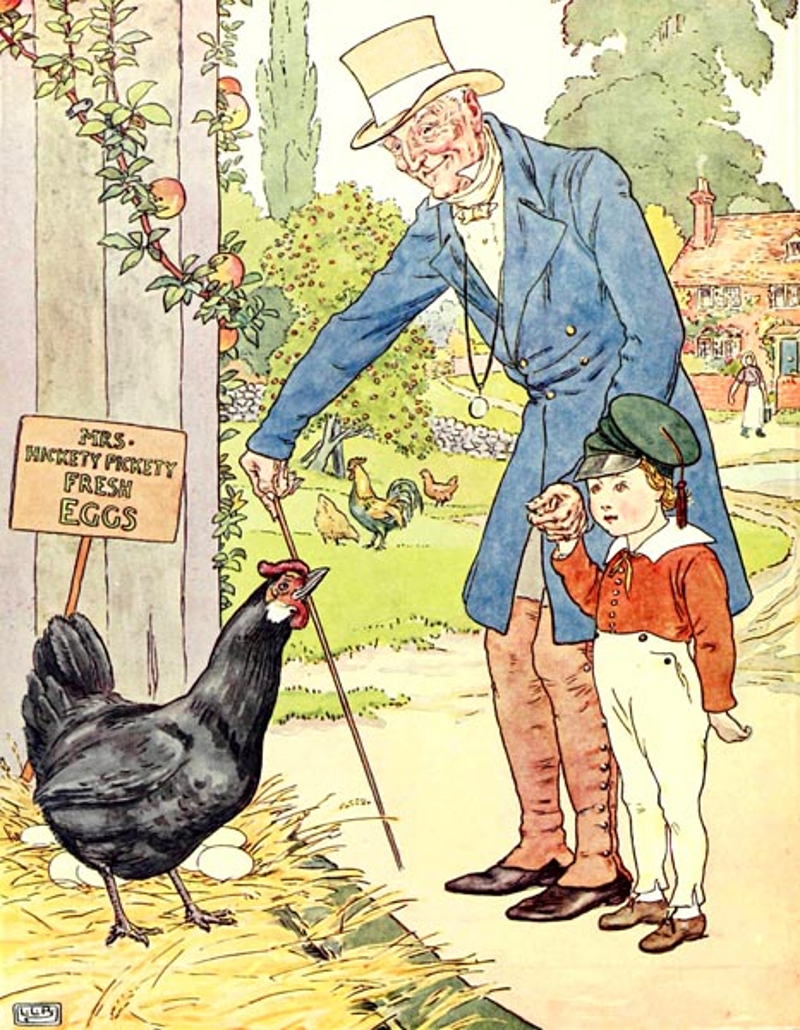
Hickety Pickety My Black Hen
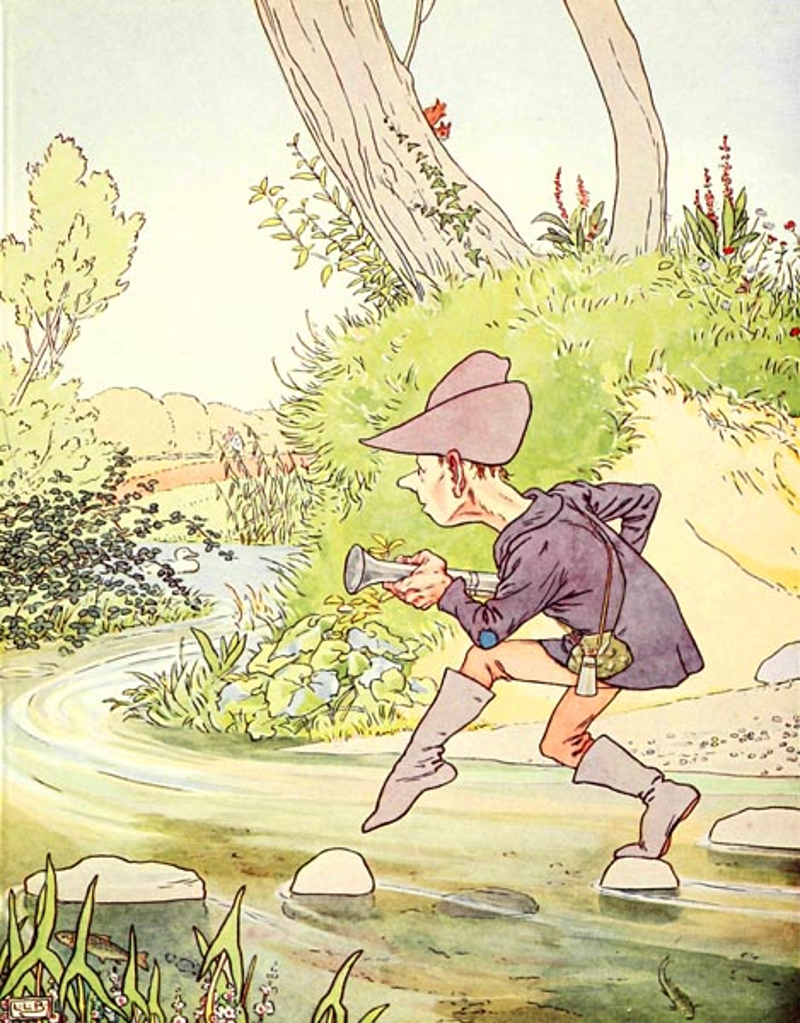
There Was a Little Man
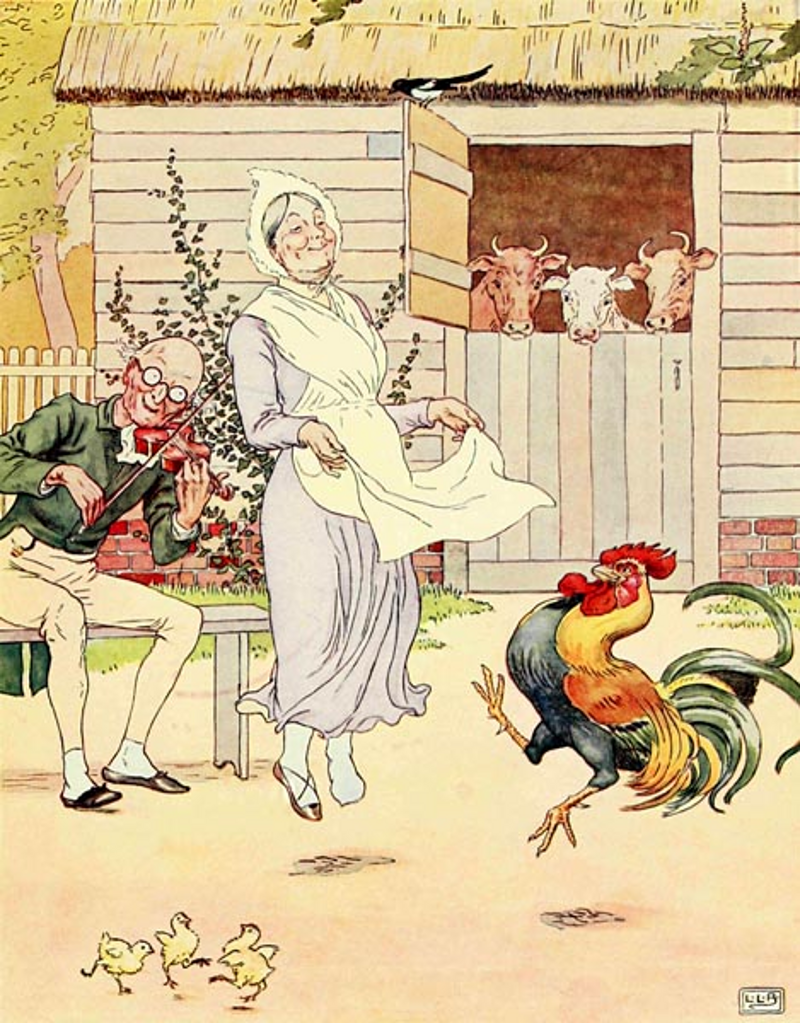
Cock-A-Doodle-Doo
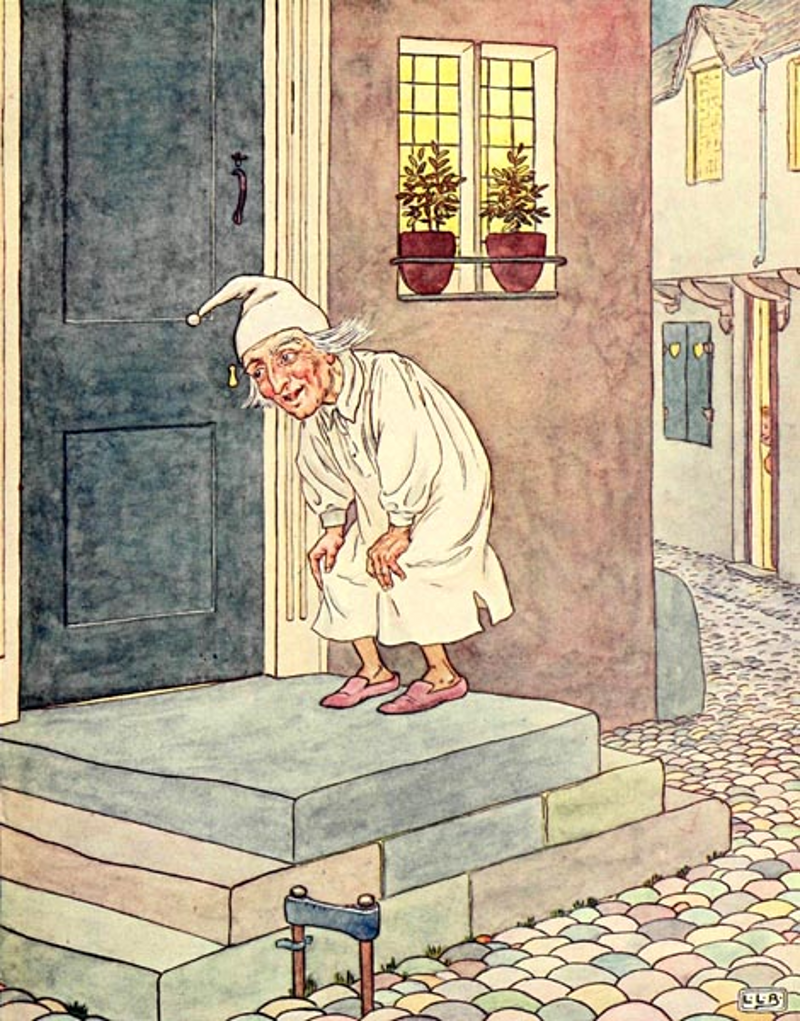
Wee Willie Winkie